# Liste der Orte im Landkreis Bamberg
Die Liste der Orte im Landkreis Bamberg listet die amtlich benannten Gemeindeteile (Hauptorte, Kirchdörfer, Pfarrdörfer, Dörfer, Weiler und Einöden) im Landkreis Bamberg auf.

## Systematische Liste
Städte und Gemeinden mit den zugehörigen Orten in alphabetischer Reihenfolge:
- Gemeinde Altendorf mit 2 Gemeindeteilen:
  - Kirchdorf Altendorf
  - Pfarrdorf Seußling

- Stadt Baunach mit 8 Gemeindeteilen:
  - Hauptort Baunach
  - Kirchdörfer Daschendorf, Dorgendorf, Priegendorf und Reckenneusig
  - Dorf Godeldorf
  - Weiler Godelhof
  - Einöde Leucherhof

- Gemeinde Bischberg mit 5 Gemeindeteilen:
  - Pfarrdorf Bischberg
  - Kirchdörfer Trosdorf und Tütschengereuth
  - Dorf Weipelsdorf
  - Einöde Rothhof

- Gemeinde Breitengüßbach mit 5 Gemeindeteilen:
  - Pfarrdorf Breitengüßbach
  - Kirchdörfer Hohengüßbach, Unteroberndorf und Zückshut
  - Einöde Leimershof

- Markt Burgebrach mit 27 Gemeindeteilen:
  - Hauptort Burgebrach
  - Pfarrdörfer Ampferbach, Mönchherrnsdorf, Oberköst und Stappenbach
  - Kirchdörfer Treppendorf und Unterneuses
  - Dörfer Büchelberg, Dietendorf, Dippach, Dürrhof, Grasmannsdorf, Hirschbrunn, Mönchsambach, Oberharnsbach, Tempelsgreuth, Unterharnsbach und Wolfsbach
  - Weiler Failshof, Klemmenhof, Krumbach, Küstersgreuth, Manndorf, Schatzenhof, Vollmannsdorf
  - Einöden Försdorf und Magdalenenkappel

- Markt Burgwindheim mit 11 Gemeindeteilen:
  - Hauptort Burgwindheim
  - Dörfer Kappel, Kehlingsdorf, Kötsch, Mittelsteinach, Oberweiler, Schrappach, Untersteinach und Unterweiler
  - Weiler Obersteinach
  - Einöde Mendenmühle

- Markt Buttenheim mit 10 Gemeindeteilen:
  - Hauptort Buttenheim
  - Kirchdorf Gunzendorf
  - Dörfer Dreuschendorf, Frankendorf, Ketschendorf, Stackendorf und Tiefenhöchstadt
  - Weiler Hochstall und Kälberberg
  - Einöde mit Kirche Senftenberg

- Markt Ebrach mit 12 Gemeindeteilen:
  - Hauptort Ebrach
  - Pfarrdorf Großbirkach
  - Kirchdorf Großgressingen
  - Dörfer Buch, Kleingressingen und Neudorf bei Ebrach
  - Siedlung Eberau
  - Weiler Hof, Kleinbirkach und Winkelhof
  - Einöden Sankt Rochus und Schmerb

- Gemeinde Frensdorf mit 14 Gemeindeteilen:
  - Pfarrdörfer Frensdorf, Herrnsdorf, Reundorf, Schlüsselau und Vorra
  - Dörfer Abtsdorf, Birkach, Ellersdorf, Obergreuth, Untergreuth und Wingersdorf
  - Weiler Hundshof, Lonnershof und Rattelshof

- Gemeinde Gerach mit 3 Gemeindeteilen:
  - Kirchdorf Gerach
  - Dorf Mauschendorf
  - Einöde Laimbachsmühle
- Gemeinde Gundelsheim mit dem gleichnamigen Pfarrdorf

- Stadt Hallstadt mit 2 Gemeindeteilen:
  - Hauptort Hallstadt
  - Kirchdorf Dörfleins

- Markt Heiligenstadt i.OFr. mit 25 Gemeindeteilen:
  - Hauptort Heiligenstadt i.OFr
  - Kirchdörfer Burggrub, Herzogenreuth, Hohenpölz, Kalteneggolsfeld, Oberngrub und Teuchatz
  - Pfarrdörfer Brunn und Tiefenpölz
  - Dörfer Leidingshof, Lindach, Oberleinleiter, Reckendorf, Siegritz, Stücht, Traindorf, Veilbronn, Volkmannsreuth und Zoggendorf
  - Weiler Geisdorf, Heroldsmühle, Neudorf und Neumühle
  - Forsthaus Geisberg
  - Schloss Greifenstein

- Markt Hirschaid mit 11 Gemeindeteilen:
  - Hauptort Hirschaid.  Pfarrdorf Sassanfahrt
  - Kirchdörfer Erlach, Friesen, Röbersdorf und Seigendorf
  - Dörfer Großbuchfeld, Kleinbuchfeld, Köttmannsdorf und Rothensand
  - Weiler Juliushof
- Gemeinde Kemmern mit dem gleichnamigen Pfarrdorf

- Gemeinde Königsfeld mit 7 Gemeindeteilen:
  - Pfarrdorf Königsfeld.
  - Dörfer Huppendorf, Kotzendorf, Laibarös, Poxdorf, Treunitz und Voitmannsdorf

- Gemeinde Lauter mit 6 Gemeindeteilen:
  - Pfarrdorf Lauter
  - Kirchdorf Deusdorf
  - Dörfer Appendorf und Leppelsdorf
  - Einöden Deusdorfermühle und Krappenhof
- Gemeinde Lisberg mit vier Gemeindeteilen:
  - Pfarrdörfer Lisberg und Trabelsdorf
  - Weiler Triefenbach
  - Einöde Neumühle

- Gemeinde Litzendorf mit 8 Gemeindeteilen:
  - Pfarrdörfer Litzendorf und Lohndorf
  - Kirchdörfer Melkendorf und Pödeldorf
  - Dörfer Naisa, Schammelsdorf und Tiefenellern
  - Einöde Kunigundenruh

- Gemeinde Memmelsdorf mit 10 Gemeindeteilen:
  - Pfarrdörfer Memmelsdorf und Merkendorf
  - Kirchdörfer Drosendorf und Kremmeldorf
  - Dörfer Laubend, Meedensdorf, Schmerldorf und Weichendorf
  - Siedlung Lichteneiche
  - Schloss Seehof

- Gemeinde Oberhaid mit 5 Gemeindeteilen:
  - Pfarrdörfer Oberhaid und Unterhaid
  - Kirchdorf Staffelbach
  - Einöden Johannishof und Sandhof

- Gemeinde Pettstadt mit 4 Gemeindeteilen:
  - Pfarrdorf Pettstadt
  - Dorf Neuhaus
  - Weiler Eichenhof und Schadlos

- Gemeinde Pommersfelden mit 11 Gemeindeteilen:
  - Pfarrdörfer Pommersfelden, Sambach und Steppach
  - Kirchdorf Limbach.
  - Dörfer Oberndorf, Schweinbach, Stolzenroth, Unterköst, Weiher und Wind
  - Schloss Weißenstein

- Gemeinde Priesendorf mit 2 Gemeindeteilen:
  - Pfarrdorf Priesendorf
  - Dorf Neuhausen

- Markt Rattelsdorf mit 13 Gemeindeteilen:
  - Pfarrdörfer Medlitz und Mürsbach
  - Hauptort Rattelsdorf
  - Dörfer Busendorf, Freudeneck, Hilkersdorf, Höfen, Höfenneusig, Poppendorf, Speiersberg und Zaugendorf
  - Ehemaliger Markt Ebing
  - Weiler Helfenroth

- Gemeinde Reckendorf mit 5 Gemeindeteilen:
  - Pfarrdorf Reckendorf
  - Dörfer Laimbach und Obermanndorf
  - Weiler Untermanndorf
  - Einöde Zeitzenhof

- Stadt Scheßlitz mit 30 Gemeindeteilen:
  - Hauptort Scheßlitz
  - Pfarrdörfer Ludwag, Peulendorf, Weichenwasserlos und Wiesengiech
  - Kirchdörfer Burgellern, Burglesau, Ehrl, Schweisdorf, Windischletten und Würgau.
  - Dörfer Demmelsdorf, Dörrnwasserlos, Köttensdorf, Kübelstein, Neudorf bei Scheßlitz, Pausdorf, Pünzendorf, Roschlaub, Roßdach, Schlappenreuth, Starkenschwind, Straßgiech, Stübig und Zeckendorf
  - Weiler Doschendorf und Weingarten
  - Wallfahrtskirche (-kapelle) Gügel
  - Burg Giechburg
  - Einöde Schrautershof

- Stadt Schlüsselfeld mit 22 Gemeindeteilen:
  - Hauptort Schlüsselfeld
  - Pfarrdörfer Elsendorf und Reichmannsdorf
  - Kirchdörfer Eckersbach, Heuchelheim, Hohn am Berg, Possenfelden, Rambach, Thüngfeld, Untermelsendorf, Wüstenbuch und Ziegelsambach
  - Dörfer Attelsdorf, Debersdorf, Lach und Thüngbach
  - Weiler Fallmeisterei, Güntersdorf und Obermelsendorf
  - Ehemaliger Markt Aschbach
  - Einöden Bernroth und Hopfenmühle

- Gemeinde Schönbrunn i.Steigerwald mit 9 Gemeindeteilen:
  - Pfarrdorf Schönbrunn i.Steigerwald
  - Dörfer Frenshof, Grub, Halbersdorf, Niederndorf, Oberneuses, Steinsdorf und Zettmannsdorf
  - Weiler Fröschhof

- Gemeinde Stadelhofen mit 10 Gemeindeteilen:
  - Pfarrdörfer Stadelhofen und Steinfeld
  - Dörfer Eichenhüll, Hohenhäusling, Pfaffendorf, Roßdorf am Berg, Schederndorf, Wölkendorf und Wotzendorf
  - Einöde Hopfenmühle

- Gemeinde Stegaurach mit 12 Gemeindeteilen:
  - Pfarrdorf Stegaurach
  - Kirchdörfer Höfen und Mühlendorf
  - Dörfer Debring, Hartlanden, Kreuzschuh, Seehöflein, Unteraurach und Waizendorf
  - Weiler Dellerhof und Dellern
  - Einöde Knottenhof

- Gemeinde Strullendorf mit 8 Gemeindeteilen:
  - Kirchdorf Zeegendorf
  - Pfarrdörfer Amlingstadt, Geisfeld, Mistendorf und Strullendorf
  - Dörfer Leesten, Roßdorf am Forst und Wernsdorf

- Gemeinde Viereth-Trunstadt mit 4 Gemeindeteilen:
  - Pfarrdörfer Trunstadt und Viereth
  - Dörfer Stückbrunn und Weiher

- Gemeinde Walsdorf mit 5 Gemeindeteilen:
  - Pfarrdorf Walsdorf
  - Dörfer Erlau, Feigendorf und Kolmsdorf
  - Weiler Zettelsdorf

- Gemeinde Wattendorf mit 5 Gemeindeteilen:
  - Pfarrdorf Wattendorf
  - Kirchdörfer Bojendorf und Gräfenhäusling
  - Dörfer Mährenhüll und Schneeberg

- Markt Zapfendorf mit 10 Gemeindeteilen:
  - Hauptort Zapfendorf
  - Pfarrdorf Kirchschletten
  - Kirchdörfer Lauf, Oberleiterbach, Sassendorf und Unterleiterbach
  - Dörfer Oberoberndorf, Reuthlos und Roth
  - Einöde Weihersmühle

## Alphabetische Liste
In Fettschrift erscheinen die Orte, die namengebend für die Gemeinde sind.

### A
- Abtsdorf zu Frensdorf
- Altendorf
- Amlingstadt zu Strullendorf
- Ampferbach zu Burgebrach
- Appendorf zu Lauter
- Aschbach zu Schlüsselfeld
- Attelsdorf zu Schlüsselfeld

↑ Zurück zum Inhaltsverzeichnis

### B
- Baunach
- Bernroth zu Schlüsselfeld
- Birkach zu Frensdorf
- Bischberg
- Bojendorf zu Wattendorf
- Breitengüßbach
- Brunn zu Heiligenstadt i.Ofr.
- Buch zu Ebrach
- Büchelberg zu Burgebrach
- Burgebrach
- Burgellern zu Scheßlitz
- Burggrub zu Heiligenstadt i.Ofr.
- Burglesau zu Scheßlitz
- Burgwindheim
- Busendorf zu Rattelsdorf
- Buttenheim

↑ Zurück zum Inhaltsverzeichnis

### D
- Daschendorf zu Baunach
- Debersdorf zu Schlüsselfeld
- Debring zu Stegaurach
- Dellerhof zu Stegaurach
- Dellern zu Stegaurach
- Demmelsdorf zu Scheßlitz
- Deusdorf zu Lauter
- Deusdorfermühle zu Lauter
- Dietendorf zu Burgebrach
- Dippach zu Burgebrach
- Dörfleins zu Hallstadt
- Dorgendorf zu Baunach
- Dörrnwasserlos zu Scheßlitz
- Doschendorf zu Scheßlitz
- Dreuschendorf zu Buttenheim
- Drosendorf zu Memmelsdorf
- Dürrhof zu Burgebrach

↑ Zurück zum Inhaltsverzeichnis

### E
- Eberau zu Ebrach
- Ebing zu Rattelsdorf
- Ebrach
- Eckersbach zu Schlüsselfeld
- Ehrl zu Scheßlitz
- Eichenhof zu Pettstadt
- Eichenhüll zu Stadelhofen
- Ellersdorf zu Frensdorf
- Elsendorf zu Schlüsselfeld
- Erlach zu Hirschaid
- Erlau zu Walsdorf

↑ Zurück zum Inhaltsverzeichnis

### F
- Failshof zu Burgebrach
- Fallmeisterei zu Schlüsselfeld
- Feigendorf zu Walsdorf
- Försdorf zu Burgebrach
- Frankendorf zu Buttenheim
- Frensdorf
- Frenshof zu Schönbrunn i.Steigerwald
- Freudeneck zu Rattelsdorf
- Friesen zu Hirschaid
- Fröschhof zu Schönbrunn i.Steigerwald

↑ Zurück zum Inhaltsverzeichnis

### G
- Geisberg zu Heiligenstadt i.Ofr.
- Geisdorf zu Heiligenstadt i.Ofr.
- Geisfeld zu Strullendorf
- Gerach
- Giechburg zu Scheßlitz
- Godeldorf zu Baunach
- Godelhof zu Baunach
- Gräfenhäusling zu Wattendorf
- Grasmannsdorf zu Burgebrach
- Greifenstein zu Heiligenstadt i.Ofr.
- Großbirkach zu Ebrach
- Großbuchfeld zu Hirschaid
- Großgressingen zu Ebrach
- Grub zu Schönbrunn i.Steigerwald
- Gügel zu Scheßlitz
- Gundelsheim
- Güntersdorf zu Schlüsselfeld
- Gunzendorf zu Buttenheim

↑ Zurück zum Inhaltsverzeichnis

### H
- Halbersdorf zu Schönbrunn i.Steigerwald
- Hallstadt
- Hartlanden zu Stegaurach
- Heiligenstadt i.OFr.
- Helfenroth zu Rattelsdorf
- Heroldsmühle zu Heiligenstadt i.Ofr.
- Herrnsdorf zu Frensdorf
- Herzogenreuth zu Heiligenstadt i.Ofr.
- Heuchelheim zu Schlüsselfeld
- Hilkersdorf zu Rattelsdorf
- Hirschaid
- Hirschbrunn zu Burgebrach
- Hochstall zu Buttenheim
- Hof zu Ebrach
- Höfen zu Rattelsdorf
- Höfen zu Stegaurach
- Höfenneusig zu Rattelsdorf
- Hohengüßbach zu Breitengüßbach
- Hohenhäusling zu Stadelhofen
- Hohenpölz zu Heiligenstadt i.Ofr.
- Hohn am Berg zu Schlüsselfeld
- Hopfenmühle zu Schlüsselfeld
- Hopfenmühle zu Stadelhofen
- Hundshof zu Frensdorf
- Huppendorf zu Königsfeld

↑ Zurück zum Inhaltsverzeichnis

### J
- Johannishof zu Oberhaid
- Juliushof zu Hirschaid

↑ Zurück zum Inhaltsverzeichnis

### K
- Kälberberg zu Buttenheim
- Kalteneggolsfeld zu Heiligenstadt i.Ofr.
- Kappel zu Burgwindheim
- Kehlingsdorf zu Burgwindheim
- Kemmern
- Ketschendorf zu Buttenheim
- Kirchschletten zu Zapfendorf
- Kleinbirkach zu Ebrach
- Kleinbuchfeld zu Hirschaid
- Kleingressingen zu Ebrach
- Klemmenhof zu Burgebrach
- Knottenhof zu Stegaurach
- Kolmsdorf zu Walsdorf
- Königsfeld
- Kötsch zu Burgwindheim
- Köttensdorf zu Scheßlitz
- Köttmannsdorf zu Hirschaid
- Kotzendorf zu Königsfeld
- Krappenhof zu Lauter
- Kremmeldorf zu Memmelsdorf
- Kreuzschuh zu Stegaurach
- Krumbach zu Burgebrach
- Kübelstein zu Scheßlitz
- Kunigundenruh zu Litzendorf
- Küstersgreuth zu Burgebrach

↑ Zurück zum Inhaltsverzeichnis

### L
- Lach zu Schlüsselfeld
- Laibarös zu Königsfeld
- Laimbach zu Reckendorf
- Laimbachsmühle zu Gerach
- Laubend zu Memmelsdorf
- Lauf zu Zapfendorf
- Lauter
- Leesten zu Strullendorf
- Leidingshof zu Heiligenstadt i.Ofr.
- Leimershof zu Breitengüßbach
- Leppelsdorf zu Lauter
- Leucherhof zu Baunach
- Lichteneiche zu Memmelsdorf
- Lindach zu Pommersfelden
- Lindach zu Heiligenstadt i.Ofr.
- Lisberg
- Litzendorf
- Lohndorf zu Litzendorf
- Lonnershof zu Frensdorf
- Ludwag zu Scheßlitz

↑ Zurück zum Inhaltsverzeichnis

### M
- Magdalenenkappel zu Burgebrach
- Mährenhüll zu Wattendorf
- Manndorf zu Burgebrach
- Mauschendorf zu Gerach
- Medlitz zu Rattelsdorf
- Meedensdorf zu Memmelsdorf
- Melkendorf zu Litzendorf
- Memmelsdorf
- Mendenmühle zu Burgwindheim
- Merkendorf zu Memmelsdorf
- Mistendorf zu Strullendorf
- Mittelsteinach zu Burgwindheim
- Mönchherrnsdorf zu Burgebrach
- Mönchsambach zu Burgebrach
- Mühlendorf zu Stegaurach
- Mürsbach zu Rattelsdorf

↑ Zurück zum Inhaltsverzeichnis

### N
- Naisa zu Litzendorf
- Neudorf zu Heiligenstadt i.Ofr.
- Neudorf bei Ebrach zu Ebrach
- Neudorf bei Scheßlitz zu Scheßlitz
- Neuhaus zu Pettstadt
- Neuhausen zu Priesendorf
- Neumühle zu Heiligenstadt i.Ofr.
- Neumühle zu Lisberg
- Niederndorf zu Schönbrunn i.Steigerwald

↑ Zurück zum Inhaltsverzeichnis

### O
- Obergreuth zu Frensdorf
- Oberhaid
- Oberharnsbach zu Burgebrach
- Oberköst zu Burgebrach
- Oberleinleiter zu Heiligenstadt i.Ofr.
- Oberleiterbach zu Zapfendorf
- Obermanndorf zu Reckendorf
- Obermelsendorf zu Schlüsselfeld
- Oberndorf zu Pommersfelden
- Oberneuses zu Schönbrunn i.Steigerwald
- Oberngrub zu Heiligenstadt i.Ofr.
- Oberoberndorf zu Zapfendorf
- Obersteinach zu Burgwindheim
- Oberweiler zu Burgwindheim

↑ Zurück zum Inhaltsverzeichnis

### P
- Pausdorf zu Scheßlitz
- Pettstadt
- Peulendorf zu Scheßlitz
- Pfaffendorf zu Stadelhofen
- Pödeldorf zu Litzendorf
- Pommersfelden
- Poppendorf zu Rattelsdorf
- Possenfelden zu Schlüsselfeld
- Poxdorf zu Königsfeld
- Priegendorf zu Baunach
- Priesendorf
- Pünzendorf zu Scheßlitz

↑ Zurück zum Inhaltsverzeichnis

### R
- Rambach zu Schlüsselfeld
- Rattelsdorf
- Rattelshof zu Frensdorf
- Reckendorf zu Heiligenstadt i.Ofr.
- Reckendorf
- Reckenneusig zu Baunach
- Reichmannsdorf zu Schlüsselfeld
- Reundorf zu Frensdorf
- Reuthlos zu Zapfendorf
- Röbersdorf zu Hirschaid
- Roschlaub zu Scheßlitz
- Roßdach zu Scheßlitz
- Roßdorf am Berg zu Stadelhofen
- Roßdorf am Forst zu Strullendorf
- Roth zu Zapfendorf
- Rothensand zu Hirschaid
- Rothhof zu Bischberg

↑ Zurück zum Inhaltsverzeichnis

### S
- Sambach zu Pommersfelden
- Sandhof zu Oberhaid
- Sankt Rochus zu Ebrach
- Sassanfahrt zu Hirschaid
- Sassendorf zu Zapfendorf
- Schadlos zu Pettstadt
- Schammelsdorf zu Litzendorf
- Schatzenhof zu Burgebrach
- Schederndorf zu Stadelhofen
- Scheßlitz
- Schlappenreuth zu Scheßlitz
- Schloß Weißenstein zu Pommersfelden
- Schlüsselau zu Frensdorf
- Schlüsselfeld
- Schmerb zu Ebrach
- Schmerldorf zu Memmelsdorf
- Schneeberg zu Wattendorf
- Schönbrunn i.Steigerwald
- Schrappach zu Burgwindheim
- Schrautershof zu Scheßlitz
- Schweinbach zu Pommersfelden
- Schweisdorf zu Scheßlitz
- Seehof zu Memmelsdorf
- Seehöflein zu Stegaurach
- Seigendorf zu Hirschaid
- Senftenberg zu Buttenheim
- Seußling zu Altendorf
- Siegritz zu Heiligenstadt i.Ofr.
- Speiersberg zu Rattelsdorf
- Stackendorf zu Buttenheim
- Stadelhofen
- Staffelbach zu Oberhaid
- Stappenbach zu Burgebrach
- Starkenschwind zu Scheßlitz
- Stegaurach
- Steinfeld zu Stadelhofen
- Steinsdorf zu Schönbrunn i.Steigerwald
- Steppach zu Pommersfelden
- Stolzenroth zu Pommersfelden
- Straßgiech zu Scheßlitz
- Strullendorf
- Stübig zu Scheßlitz
- Stücht zu Heiligenstadt i.Ofr.
- Stückbrunn zu Viereth-Trunstadt

↑ Zurück zum Inhaltsverzeichnis

### T
- Tempelsgreuth zu Burgebrach
- Teuchatz zu Heiligenstadt i.Ofr.
- Thüngbach zu Schlüsselfeld
- Thüngfeld zu Schlüsselfeld
- Tiefenellern zu Litzendorf
- Tiefenhöchstadt zu Buttenheim
- Tiefenpölz zu Heiligenstadt i.Ofr.
- Trabelsdorf zu Lisberg
- Traindorf zu Heiligenstadt i.Ofr.
- Treppendorf zu Burgebrach
- Treunitz zu Königsfeld
- Triefenbach zu Lisberg
- Trosdorf zu Bischberg
- Trunstadt zu Viereth-Trunstadt
- Tütschengereuth zu Bischberg

↑ Zurück zum Inhaltsverzeichnis

### U
- Unteraurach zu Stegaurach
- Untergreuth zu Frensdorf
- Unterhaid zu Oberhaid
- Unterharnsbach zu Burgebrach
- Unterköst zu Pommersfelden
- Unterleiterbach zu Zapfendorf
- Untermanndorf zu Reckendorf
- Untermelsendorf zu Schlüsselfeld
- Unterneuses zu Burgebrach
- Unteroberndorf zu Breitengüßbach
- Untersteinach zu Burgwindheim
- Unterweiler zu Burgwindheim

↑ Zurück zum Inhaltsverzeichnis

### V
- Veilbronn zu Heiligenstadt i.Ofr.
- Viereth zu Viereth-Trunstadt
- Voitmannsdorf zu Königsfeld
- Volkmannsreuth zu Heiligenstadt i.Ofr.
- Vollmannsdorf zu Burgebrach
- Vorra zu Frensdorf

↑ Zurück zum Inhaltsverzeichnis

### W
- Waizendorf zu Stegaurach
- Walsdorf
- Wattendorf
- Weichendorf zu Memmelsdorf
- Weichenwasserlos zu Scheßlitz
- Weiher zu Pommersfelden
- Weiher zu Viereth-Trunstadt
- Weihersmühle zu Zapfendorf
- Weingarten zu Scheßlitz
- Weipelsdorf zu Bischberg
- Wernsdorf zu Strullendorf
- Wiesengiech zu Scheßlitz
- Wind zu Pommersfelden
- Windischletten zu Scheßlitz
- Wingersdorf zu Frensdorf
- Winkelhof zu Ebrach
- Wolfsbach zu Burgebrach
- Wölkendorf zu Stadelhofen
- Wotzendorf zu Stadelhofen
- Würgau zu Scheßlitz
- Wüstenbuch zu Schlüsselfeld

↑ Zurück zum Inhaltsverzeichnis

### Z
- Zapfendorf
- Zaugendorf zu Rattelsdorf
- Zeckendorf zu Scheßlitz
- Zeegendorf zu Strullendorf
- Zeitzenhof zu Reckendorf
- Zettelsdorf zu Walsdorf
- Zettmannsdorf zu Schönbrunn i.Steigerwald
- Ziegelsambach zu Schlüsselfeld
- Zoggendorf zu Heiligenstadt i.Ofr.
- Zückshut zu Breitengüßbach

↑ Zurück zum Inhaltsverzeichnis